# Dewundara Tuduwa
Dewundara Tuduwa, Dondra (ang. Dondra Head) – przylądek w Sri Lance, najdalej na południe wysunięty kraniec wyspy Cejlon.